# Bill Oakley
Vous lisez un « bon article » labellisé en 2018.
Bill Oakley, né le 27 février 1966 à Westminster au Maryland, est un scénariste et producteur de télévision américain. Il est principalement connu pour son travail sur la série animée humoristique Les Simpson. Josh Weinstein devient son meilleur ami et son partenaire d'écriture au collège. Bill Oakley intègre ensuite l'université Harvard et devient vice-président du Harvard Lampoon. Avant d'être au chômage pendant une longue période, il travaille sur plusieurs projets médiatiques à court terme, comprenant l'écriture de quelques épisodes de l'émission Sunday Best.
Au début des années 1990, Bill Oakley et Josh Weinstein écrivent un scénario spéculatif pour la série Seinfeld, avant d'écrire Marge a trouvé un boulot, un épisode de la deuxième saison des Simpson. Par la suite, ils intègrent l'équipe de scénaristes de la série, puis deviennent permanents à partir de 1992. Après avoir scénarisé plusieurs épisodes comme L'Enfer du jeu, Bart contre l'Australie ou encore Qui a tiré sur M. Burns ?, ils sont nommés producteurs délégués et show runners pour la septième et la huitième saison. Ils essaient alors d'inclure plusieurs épisodes émotionnels se concentrant sur la famille Simpson, ainsi que plusieurs épisodes au concept plus ambitieux comme L'Ennemi d'Homer, Deux mauvais voisins et Le Principal principal. Leur travail sur la série leur permet de remporter trois Emmy Awards.
Après avoir quitté l’équipe des Simpson, Bill Oakley et Josh Weinstein créent Mission Hill. En proie à des problèmes de promotion, la série est rapidement annulée. Ils travaillent ensuite en tant que producteurs consultants sur Futurama, puis créent The Mullets en 2003. Les deux amis écrivent plusieurs pilotes infructueux avant de devenir show runners de Sit Down, Shut Up en 2009. À la suite d'un différend contractuel, Bill Oakley quitte le projet et écrit des épisodes pour The Cleveland Show et Portlandia sans Josh Weinstein. En 2013, il partage avec ses collègues scénaristes un Writers Guild of America Award pour Portlandia. En 2018, il retrouve le créateur des Simpson, Matt Groening, à l'écriture et à la production de sa série Désenchantée. Il est marié à Rachel Pulido, également scénariste.

## Biographie

### Jeunesse
William Lloyd Oakley est né le 27 février 1966 à Westminster dans le comté de Carroll au Maryland et grandit dans une ferme située à Union Bridge dans le même comté,,. Depuis son plus jeune âge, il est fan du magazine Mad, lequel l'aide à construire son humour. Il étudie au collège de St. Albans à Washington où, en quatrième, il rencontre Josh Weinstein avec lequel il devient très ami,. Ensemble, en 1983, ils créent le magazine humoristique du collège, The Alban Antic,. Ainsi commence leur partenariat, devenant si proches qu'ils ne peuvent s'empêcher de finir les phrases l'un de l'autre. Plus tard, Bill Oakley intègre l'université Harvard, où il écrit pour le Harvard Lampoon avant d'en devenir le vice-président, travaillant notamment sur la parodie notoire de USA Today parue en 1986,. Il est diplômé en 1988, après avoir étudié l'histoire des États-Unis,.

### Carrière
Contrairement aux précédents diplômés d'Harvard qui écrivaient pour le Lampoon, Bill Oakley ne postule pas pour travailler à l'écriture de séries comiques,. Après avoir écrit quelques scénarios spéculatifs pour le Saturday Night Live et le Late Night with David Letterman, il retourne chez lui à Westminster,. Là-bas, il travaille dans la publicité, s'occupant notamment de la promotion de l'émission America's Most Wanted. Lors de leur temps libre, Bill Oakley et Josh Weinstein écrivent pour des groupes humoristiques locaux, comme le Gross National Product. En 1989, ils s'installent à New York après avoir été embauchés en tant qu'auteurs pour un jeu télévisé diffusé sur Ha!, avant d'écrire également pour une émission de variétés de la même chaîne présentée par Denis Leary. Ensemble, ils rédigent aussi des articles pour les magazines National Lampoon et Spy. En 1991, un des éditeurs de Spy est embauché par la NBC pour réaliser l'émission Sunday Best ; il convainc Bill Oakley et Josh Weinstein de le suivre jusqu'à Los Angeles,. Lorsque l'émission est annulée après la diffusion de trois épisodes, ils se retrouvent au chômage pendant une longue période et Bill Oakley vit alors des allocations,. Pendant ce temps, il songe à intégrer le Service extérieur des États-Unis.

#### Les Simpson

##### En tant que scénariste
« Eh bien, je pense que nous étions en quelque sorte follement dévoués. Nous étions des nerds des Simpson de premier plan et nous étions de grands fans de la série bien avant d'être recrutés dans son équipe. C'était comme si, en 1978, nous avions été embauchés sur le Saturday Night Live. L'équipe originale en entier travaillait maintenant sur Les Simpson. Les seuls "nouveaux types" étaient Conan et nous. Nous avons vécu et respiré cette série de 1992 à 1997. »

— Bill Oakley.

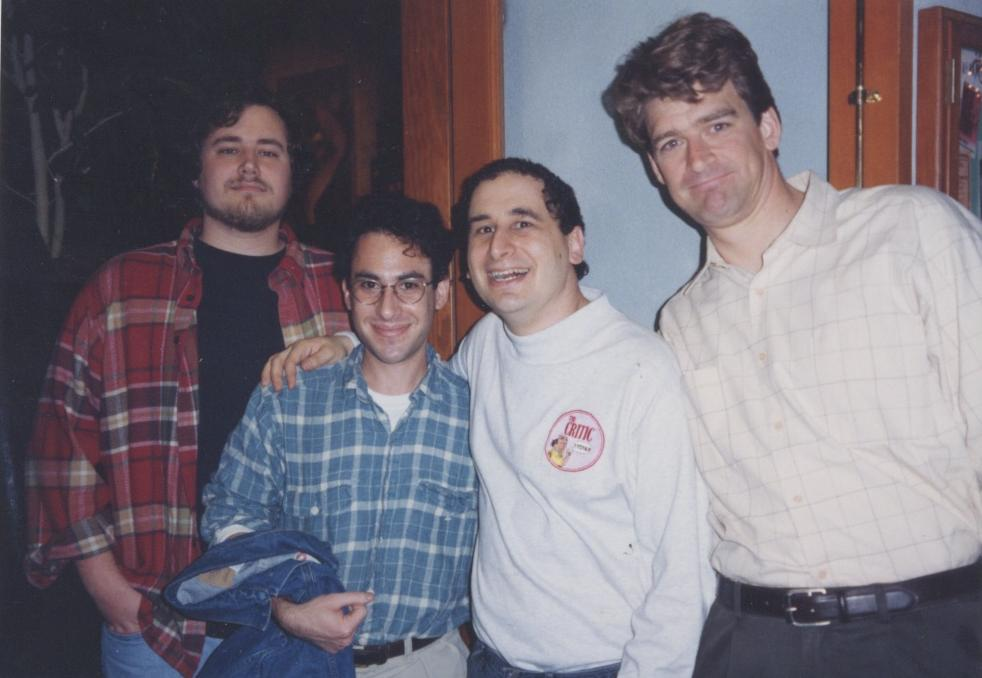
Bill Oakley et Josh Weinstein aux côtés de Mike Reiss et Jeff Martin, quelque temps après avoir rejoint l’équipe de scénaristes des Simpson.

Après avoir changé d'agent, Bill Oakley et Josh Weinstein écrivent un scénario spéculatif pour Seinfeld,. Ce dernier est très bien reçu par l'équipe de la série et notamment par Al Jean et Mike Reiss, également show runners des Simpson. À ce moment-là, il n'y a aucune place disponible dans l'équipe fixe des scénaristes, mais ils sont embauchés pour écrire le scénario, basé sur une idée de Conan O'Brien, de l'épisode Marge a trouvé un boulot. L'épisode est diffusé en 1992 lors de la quatrième saison,. Leurs scénarios de Seinfield et des Simpson capte l'attention de Diane English qui leur propose un travail sur une sitcom. Avant d'accepter ce poste, ils apprennent que Jay Kogen et Wallace Wolodarsky quittent Les Simpson, et ils préfèrent intégrer l'équipe de scénaristes de façon permanente à partir de 1992, pendant la diffusion de la troisième saison,. Ils commencent en tant que chefs scénaristes. Au début ils sont calmes et se sentent « intimidés » d'être dans la même pièce que « dix des plus grands esprits de la comédie », mais, rapidement, ils se sentent plus à l'aise et osent faire quelques blagues. Ils écrivent leurs scénarios ensemble, travaillant côte-à-côte sur le même ordinateur. Leur premier épisode en tant que membres de l'équipe permanente de scénaristes est Marge à l'ombre, une idée existante qui leur est assignée. La première ébauche du script est basée sur les recherches menées par Bill Oakley et Josh Weinstein sur les femmes en prison, le rendant « légèrement plus réaliste » que la version finale de l'épisode dans laquelle de nombreux éléments réalistes sont remplacés.

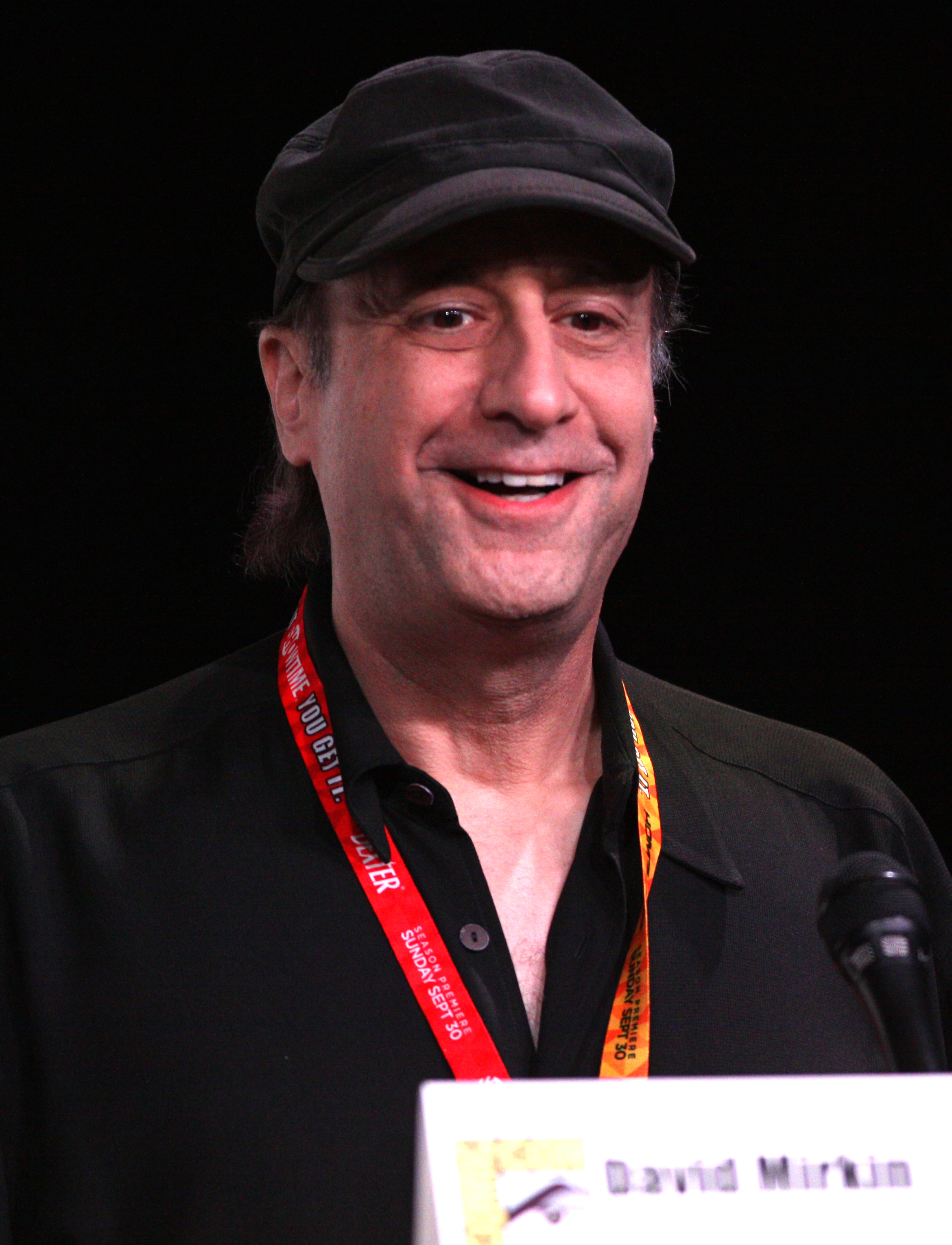
David Mirkin, show runner de la série lors des cinquième et sixième saisons, a une grande influence sur les scénarios des neuf épisodes sur lesquels travaillent Bill Oakley et Josh Weinstein.

Après la quatrième saison, la plupart des membres de l'équipe originale quittent la série. Avant que David Mirkin ne prenne le rôle de show runner pour la cinquième saison, Bill Oakley, Josh Weinstein et Dan McGrath sont les seuls scénaristes à travailler sur la série et ils passent plus d'un mois à établir la plupart des épisodes de la saison. Bill Oakley et Josh Weinstein scénarisent plusieurs épisodes de la cinquième saison, écrivant le segment Terreur à 5 pieds et demi du Simpson Horror Show IV, L'Enfer du jeu, Lisa s'en va-t-en guerre, le centième épisode de la série : Un ennemi très cher et L'Amoureux de Grand-Mère,,,,. Lors de la sixième saison, ils écrivent les scénarios de Le maire est amer, épisode se basant en grande partie sur le scandale du Watergate qui les passionne, de La Potion magique et de Bart contre l'Australie,,,. Pour ce dernier, l’équipe de scénaristes souhaite faire un épisode dans lequel la famille Simpson voyage dans un pays étranger, ils choisissent l'Australie car ils pensent que les Australiens ont un bon sens de l'humour et qu'ils « comprendraient les blagues » de l'épisode qui seraient intentionnellement inexactes. L'épisode s'avère quelque peu controversé, des fans australiens de la série déclarant que l'épisode tourne leur pays en dérision. Peu de temps après sa diffusion, l'équipe des Simpson reçoit de nombreuses lettres d'Australiens qui se sont sentis offensés par l’épisode. Bill Oakley et Josh Weinstein écrivent également le scénario de l'épisode en deux parties Qui a tiré sur M. Burns ?, qui est une idée originale du créateur de la série, Matt Groening. Alors qu'ils sont en train de décider qui serait le coupable, ils imaginent en premier Barney Gumble car c'est un personnage qui pourrait aller en prison et changer la dynamique de la série. David Mirkin propose que ce soit Maggie car il pense que ce serait plus amusant et parce qu'il souhaite que le coupable soit un membre de la famille. Dans un premier temps, les deux scénaristes ne sont pas convaincus par le fait que Maggie soit la coupable, et ils décident que l'épisode se terminerait par un mouvement des yeux de Maggie qui ferait penser que ce n'était pas entièrement un accident.

##### En tant queshow runner
Bill Oakley et Josh Weinstein sont nommés producteurs délégués et show runners des septième et huitième saisons. Ils sont choisis en partie parce qu'ils travaillent sur la série depuis la troisième saison et qu'ils en comprennent la plupart des rouages. Le show runner a pour rôle la supervision de tous les aspects de la production d'une série. La production de chaque épisode dure une dizaine de mois, le show runner doit donc « superviser en même temps plusieurs épisodes différents à différentes étapes de leur production », il doit alors à la fois être chef-scénariste, mettre des annotations sur le storyboard, et travailler avec les acteurs, les animateurs, les monteurs et les compositeurs. Les deux hommes mettent régulièrement et simultanément en place deux salles de réécriture de scénario, déléguant ainsi la direction de ces salles à des scénaristes tels que Steve Tompkins et David X. Cohen. David Mirkin, qui suggère que Bill Oakley et Josh Weinstein lui succèdent, continue de travailler sur la série en tant que consultant, leur venant en aide dans des aspects techniques de la série comme le montage et le mixage sonore. Lorsqu'ils prennent la direction de la série, ils souhaitent que la plupart des épisodes soient réalistes et se concentrent principalement sur les cinq membres de la famille Simpson, explorant leurs sentiments et leurs émotions les uns envers les autres. Ils veulent produire des épisodes Horror Show, d'autres sur Tahiti Bob ou Itchy et Scratchy, ou encore plusieurs épisodes « formatés » comme 22 courts-métrages sur Springfield, dans lequel Bill Oakley écrit la scène entre le principal Skinner et l'inspecteur Chalmers, ce dernier étant son personnage préféré.
Ils ont pour objectif qu'« au moins deux épisodes par saison repoussent les limites, et élargissent la définition de ce que peut être un épisode ». C'est un style qu'ils adoptent dans les deux saisons qu'ils produisent. La huitième saison présente notamment plusieurs épisodes qui se concentrent sur des personnages secondaires et qui évoquent des situations inédites, comme le divorce. Ils choisissent de privilégier comme célébrités invitées celles possédant une voix unique et intéressante, des acteurs qu'ils qualifient de « vieux hommes grisonnants avec des voix distinctives » tels que R. Lee Ermey, Donald Sutherland, Kirk Douglas ou Lawrence Tierney. Bill Oakley considère que la troisième saison des Simpson est la plus comique jamais produite à la télévision et il essaie ainsi de reproduire le même esprit dans les deux saisons qu'il dirige, se concentrant principalement sur les histoires et les situations empreintes d'émotions réelles, tout en produisant quelques épisodes qui repoussent les limites,. Cette troisième saison est également pour eux source d'inspiration pour la construction du personnage d'Homer. Ils déclarent : « Nous aimons Homer comme il était dans les deuxième et troisième saisons. C'est cette personnalité que nous utilisons consciencieusement comme modèle. Lent d'esprit, attendrissant, hyper-enthousiaste, astucieusement maladroit, une parodie du père de famille américain, le tout dépeint avec des émotions réelles, bien qu'amplifiées. C'est ce qui ressort entre autres des épisodes La Mère d'Homer, Le Vrai Faux Héros et Le Foyer de la révolte. Dans les épisodes un peu moins réalistes comme Homer, le baron de la bière, en général ceux scénarisés par John Swartzwelder, nous donnons une certaine latitude à ces contraintes. »
Un de leurs épisodes les plus importants est L'Ennemi d'Homer, connu pour « conceptuellement pousser le bouchon ». Bill Oakley est le premier à concevoir l'idée de cet épisode, car il pense que Homer doit avoir un ennemi. L'aboutissement de cette idée est le concept d'un collègue du « vrai monde » qui aimerait ou détesterait Homer. Les scénaristes finissent par choisir la dernière proposition qu'ils croient plus amusante. Cela donne lieu à la création du personnage de Frank Grimes, un homme qui a dû travailler dur et dans l'ombre toute sa vie ; il est consterné et aigri par le succès et le confort d'Homer malgré sa paresse inhérente et son ignorance. L'Ennemi d'Homer explore les possibilités comiques d'un personnage réaliste avec une forte valeur travail côtoyant Homer au travail. Dans l'épisode, Homer est un homme ordinaire, incarnation du rêve américain ; dans certains passages, ses défauts et sa bêtise sont particulièrement accentués,. À la fin de l'épisode, Franck Grimes, un travailleur persévérant, « véritable héros américain », est relégué au rôle de l’antagoniste, poussant le spectateur à être heureux que Homer ressorte victorieux de la confrontation. Bill Oakley pense que l'épisode est « très profond » et qu'il « parodie un peu le Homer » qu'ils n'aiment pas. Il ajoute qu'« une des choses que l'épisode est censée illustrer » c'est que « Homer a mal tourné ». Mais il continue en expliquant que dans L'Ennemi d'Homer, « il n'est pas réellement aussi excessivement stupide et immature » que dans certains épisodes antérieurs. Josh Weinstein ajoute qu'ils voulaient « faire un épisode où la question serait : "Que se passerait-il si dans la vraie vie, une personne normale devait pénétrer dans l'univers d'Homer et qu'il devait avoir affaire à lui ?". » Il continue en disant : « Je sais que cet épisode est controversé et qu'il divise, mais je l'adore tout simplement. Il fait vraiment ressentir ce qui se passerait si un humain réel, sans trop d'humour, devait avoir affaire à Homer. Il y a quelques discussions à propos de la fin de l'épisode, nous avons décidé de faire comme cela parce que, premièrement, c'est vraiment amusant et choquant, deuxièmement, nous adorons les leçons du genre "parfois, tu ne peux juste pas gagner", l'épisode entier est une dissertation sur la frustration et donc Homer a le dernier mot, et troisièmement, nous voulions montrer que dans la vraie vie, être Homer Simpson pourrait être véritablement dangereux et menacer la vie d'autrui, comme l'a tristement appris Frank Grimes. » Lors de la première diffusion de l’épisode, beaucoup d'adeptes de la série le trouvent trop sombre et pas assez drôle ; ils pensent que Homer y est présenté comme extrêmement mal élevé. Dans le commentaire audio du DVD, Josh Weinstein considère que cet épisode est l'un des plus controversés des saisons qu'il dirige, car selon lui il implique un très important humour d'observation que peu de fans ont eu. Il parle également d'un « fossé générationnel » car ceux qui ont originellement vu l'épisode l'ont détesté, mais il compte parmi les épisodes favoris des fans qui ont grandi avec la série.

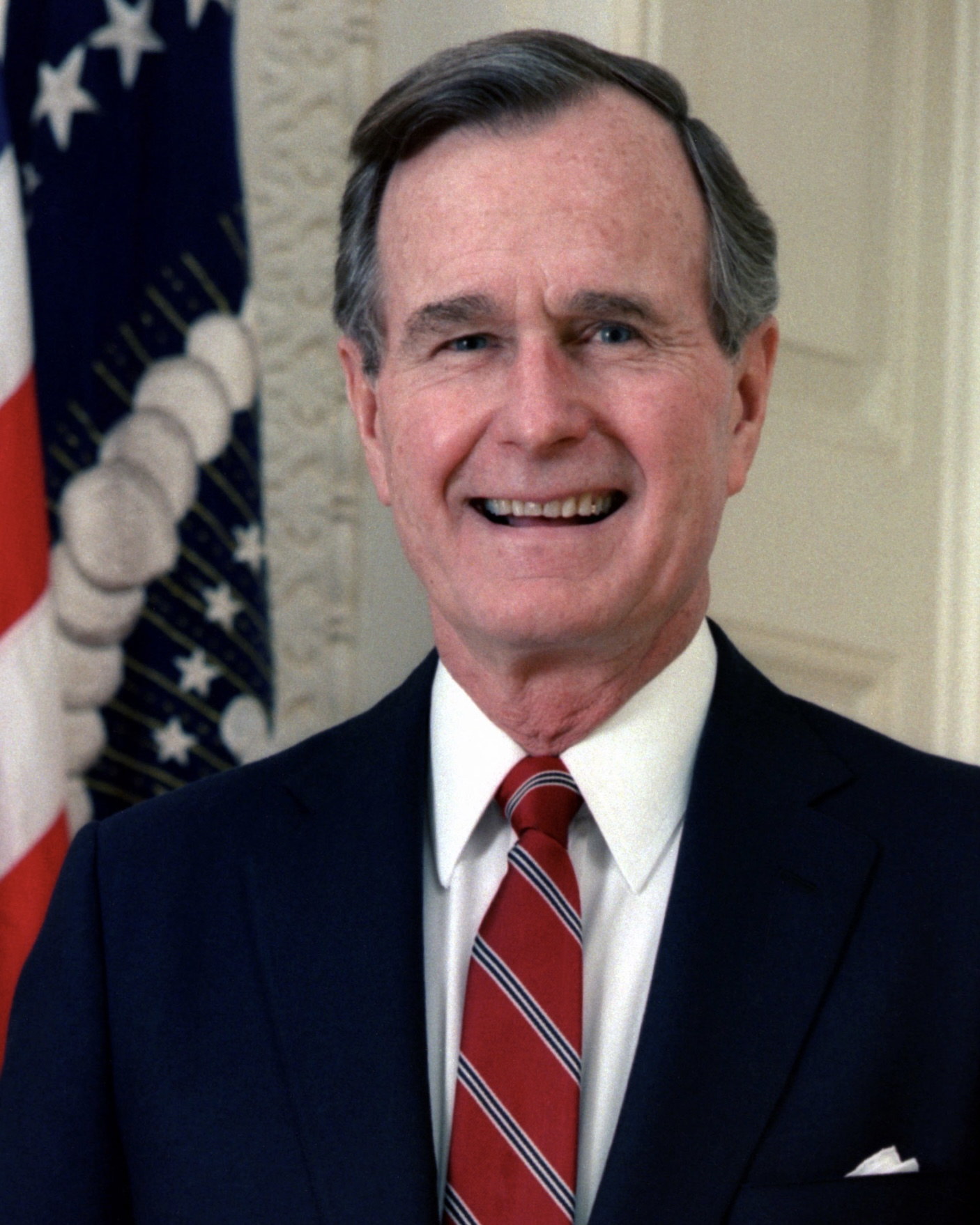
L'épisode Deux mauvais voisins, produit par Bill Oakley, se moque du côté grincheux de l'ancien président américain George H. W. Bush.

Parmi les autres épisodes remarquables se trouve Deux mauvais voisins, dans lequel Homer rencontre l'ancien président américain George H. W. Bush, faisant référence à la querelle entre les Bush et la série au début des années 1990. Josh Weinstein précise que l'épisode est souvent mal compris. Selon lui la plupart des spectateurs s'attendent à une satire politique alors que les scénaristes se sont appliqués à ce que cette parodie soit apolitique. Bill Oakley souligne que « ce n'est pas une attaque politique, c'est une attaque personnelle », et plutôt que de critiquer Bush sur sa politique, l'épisode se moque de son côté « grincheux ». Il rapproche l'épisode de L'Ennemi d'Homer, car dans les deux un personnage se retrouve aux côtés d'Homer et ne s'entend pas avec lui.
Lorsque Bill Oakley travaille pour Les Simpson, il a l’impression de travailler dans une bulle tellement les interactions avec les responsables du réseau Fox sont rares, alors qu'elles font partie de la routine des autres séries. Cela permet aux deux partenaires de produire tous les épisodes qu'ils souhaitent, comme Josh Weinstein le souligne : « Ce qui est bien avec Les Simpson c'est que nous sommes pratiquement arrivés à tout faire, il n'y a donc aucun épisode que nous n'avons pas pu réaliser. Même les concepts les plus déjantés comme Deux mauvais voisins ou L'Ennemi d'Homer, nous avons réussi à les diffuser, parce que, honnêtement, il n'existe aucun responsable de la chaîne qui puisse nous arrêter. » L'influence limitée de la chaîne est telle que lorsqu'un de ses dirigeants demande à l'équipe de la série d'introduire un nouveau personnage pour qu'il vive avec les Simpson, afin de « raviver la série », l'équipe refuse l'idée et décide à la place de créer l'épisode Itchy, Scratchy et Poochie, dans lequel est introduit, en référence à la demande du dirigeant, le personnage de Roy, sans aucune explication sur son identité ni sur la raison pour laquelle il vit avec la famille. Cet épisode, qui permet aux Simpson de dépasser Les Pierrafeu en nombre d'épisodes produits pour une série télévisée d'animation, est décrit par la BBC comme l'un des plus mémorables de la série,. La critique souligne que « les scénaristes ont profité de cette opportunité pour rendre hommage à l'art de l'animation et se moquer des interventions de la chaîne dans leur série ». Les interventions des censeurs de la chaîne sont rares : dans la procédure habituelle, le script d'un épisode est envoyé au censeur qui le retourne par fax avec une liste de répliques et de mots qu'il faudrait remplacer, ce qui pose peu de problèmes, les répliques offensantes étant la plupart du temps supprimées ou remplacées pour des raisons humoristiques après l'animation. Lors de son envoi, les censeurs s'opposent à l'épisode La Phobie d'Homer. Le script de l'épisode est renvoyé avec deux pages de notes à propos de presque chaque réplique. Les censeurs déclarent qu'ils n'apprécient pas l'utilisation du mot « gay » et que l'homosexualité soit évoquée. Ils terminent leur retour avec un paragraphe dans lequel il est dit que « le sujet et la substance de cet épisodes sont irrecevables à la diffusion ». Les problèmes évoqués par les censeurs n'aboutissent finalement à rien : lorsque l'épisode revient de l'animation en Corée du Sud, l'ancien président de la Fox vient d'être renvoyé et remplacé, les censeurs également. Leurs remplaçants répondent en une unique ligne : « recevable à la diffusion ».

##### Départ
Après la huitième saison, Bill Oakley et Josh Weinstein démissionnent du poste de show runners parce qu'ils « ne voulaient pas dégrader » la qualité de la série. Bill Oakley déclare : « Nous avons toujours dit que nous ne referions jamais un gag que nous aurions déjà fait ». Ils pensent qu'un show runner ne devrait jamais rester plus de deux saisons. À cause de la pression d'avoir à travailler sur deux saisons à la fois (ils écrivent pour la huitième saison tout en s'occupant de la postproduction de la septième), Bill Oakley reconnaît qu'au moins deux épisodes de la huitième saison devraient être réécrits, qu'ils n'avaient pas assez de temps, et que vers la fin, ils « faisaient du sur place »,. Pendant qu'ils s'occupent de la postproduction de la huitième saison, ils sont crédités comme producteurs consultants pour la neuvième saison, alors qu'elle en est à peine au début de la phase d'écriture. Selon Bill Oakley, leur part de contribution de cette saison se trouve « entre 0 et 0,0001 % », car ils s'occupent seulement « de préparer la table de lecture des scripts ».
Ils produisent trois épisodes retenus pendant la huitième saison, mais diffusés pendant la saison suivante : Homer contre New York, Le Principal principal et La Malédiction des Simpson. L'épisode Le Principal principal reçoit de nombreuses critiques négatives à cause de la révélation soudaine que le personnage de longue date Seymour Skinner n'est qu'un imposteur,. Par exemple, dans son livre Planet Simpson, Chris Turner décrit cet épisode comme « la diffusion qui marque la chute abrupte » de « l'Âge d'or » des Simpson qui, selon lui, commence au milieu de la troisième saison. Il le qualifie de « l'un des plus faibles épisodes de l'histoire des Simpson ». Bill Oakley, le considère comme l'épisode le plus controversé de son mandat de producteur délégué. Avec Josh Weinstein, il conseille aux spectateurs de considérer Le Principal principal comme une « expérience ». Ils supposent que de si mauvaises réactions sont en partie dues au fait qu'il n'est pas évident pour les spectateurs de considérer qu'il s'agit d'un épisode expérimental (à l'opposé, par exemple, de Les Vrais-Faux Simpson). Ils ajoutent que la conclusion de l'épisode est une tentative de réinitialiser la continuité scénaristique de la série, afin que les spectateurs puissent intégrer cet épisode entièrement. 
La Malédiction des Simpson est leur dernière participation à la série. Le duo désire conclure sur une bonne note, Josh Weinstein déclarant que l'épisode « est destiné à incarner l'humour, la profondeur et la sensibilité des Simpson », et ils sont satisfaits du résultat.

##### Récompenses et critiques
Pour son travail sur Les Simpson, Bill Oakley remporte trois Emmy Awards, qu'il partage avec les autres producteurs. En 1997, pendant qu'il est show runner et producteur délégué, l'épisode La Phobie d'Homer remporte le Primetime Emmy Award du meilleur programme d'animation. L'année précédente, l'épisode Simpson Horror Show VI est proposé pour la même récompense. L'équipe croit que la séquence animée en trois dimensions, Homer3, raflera tous les prix. L'épisode perd face à Minus et Cortex. Plus tard, Bill Oakley avouera regretter de ne pas avoir proposé un épisode plus émotionnel, comme La Mère d'Homer. En 1996, pendant la septième saison, la série remporte un Peabody Award. En 1995 et 1998, Bill Oakley partage à nouveau un Emmy Award pour les épisodes Le Mariage de Lisa et Vive les éboueurs,,. Bill Oakley et Josh Weinstein sont également nommés, avec le compositeur de la série, Alf Clausen, pour le Primetime Emmy Award de la meilleure musique dans une série pour la chanson Señor Burns dans Qui a tiré sur M. Burns ?.
De nombreux épisodes de Bill Oakley et Josh Weinstein sont considérés comme faisant partie des meilleurs de la série. Par exemple, en 2003, Entertainment Weekly publie sa liste des vingt-cinq meilleurs épisodes de la série dans laquelle se trouvent six épisodes dont ils sont producteurs (La Phobie d'Homer, Un poisson nommé Selma, Homer contre New York, 22 courts-métrages sur Springfield, Les Vrais-Faux Simpson et Itchy, Scratchy et Poochie) et un épisode qu'ils ont écrit (Qui a tiré sur M. Burns ?). Robert Canning d'IGN déclare que l'épisode de la huitième saison Un monde trop parfait « pourrait être le meilleur épisode des Simpson de tous les temps », il ajoute dans son livre qu'« il est au moins au même niveau » que Le Monorail. Anthony Oliver Scott déclare que leur travail « atteint son apogée de références loufoques avec 22 courts-métrages sur Springfield et Les Vrais-Faux Simpson ». Le duo est également populaire parmi les fans de la série ; dans les premiers jours d'Internet, Bill Oakley lit et prend part à des discussions en ligne à propos de la série sur des sites comme alt.tv.simpsons,,. En 2005 et 2006, les deux partenaires participent à deux sessions de questions et réponses sur le forum NoHomers.net,.

#### Mission Hillet autres projets
Après avoir quitté l'équipe des Simpson, Bill Oakley et Josh Weinstein créent en 1997 Mission Hill, une série qui relate la vie d'Andy French, un dessinateur paresseux et branché de vingt-quatre ans, qu'ils vendent à la chaîne The WB pour une diffusion en automne 1999,. En 1998, ils présentent le programme comme « une série animée pour jeunes adultes avec une sensibilité sophistiquée dans le même genre que celle des Simpson ». Leur but est d'intégrer dans la série des problèmes réalistes que peuvent rencontrer les jeunes adultes, qui sont trop mûrs pour Les Simpson. La chaîne est impressionnée et précommande un total de treize épisodes. Une fois le premier épisode terminé, la chaîne commande cinq épisodes supplémentaires. Bill Oakley explique : « Le public cible que nous visons est celui qui est sophistiqué, qui aime l'humour intellectuel autant que l'humour potache et qui s'y connaît bien en animation. [Mais] cette série fait définitivement partie de celles que beaucoup de gens ne comprennent pas. On ne fait pas que débiter des phrases chocs. C'est de l'humour d'observation. Les gags sont racontés de manière particulière, en arrière-plan ou avec un effet sonore particulier ». La série éprouve des difficultés de « relations publiques », ce qui a pour conséquence de l'« abîmer » avant même qu'elle ne commence. La vidéo promotionnelle de deux minutes qui est envoyée aux publicitaires en avril 1999, pour leur réunion annuelle de préparation de rentrée, est jugée mal montée et elle est ainsi mal reçue. Pareillement, comme aucun épisode n'est terminé à temps, les journalistes n'ont pas la possibilités de voir quoi que ce soit de la série lors de la présentation des programmes en juillet. En conséquence, comme l'explique Josh Weinstein au Washington Post, « pendant sept mois, la seule impression que les gens ont de la série est cette très moche vidéo de deux minutes. Six ouvrages majeurs l'avaient déjà démolie avant même qu'ils ne la voient. ». Le pilote reçoit des critiques très largement négatives ainsi qu'un article positif dans Variety. De plus, la série doit changer de titre, car celui prévu initialement, The Downtowners, est trop proche d'une série de MTV. Tous ces facteurs font en sorte qu'elle reçoit peu d'attention, et que la WB n'en fait qu'une très faible promotion. Josh Weinstein ajoute : « Je ne sais pas bien pourquoi les États-Unis ignorent tout de cette série. C'est comme si le magazine People sortait son édition d'automne et que nous n'y étions même pas ». Mission Hill étant arrivée à un moment où les programmes de télévision sont déjà saturés de séries animées, cela pourrait être une partie de la réponse à cette question.
La série est diffusée dans la soirée du vendredi à 20 heures, une heure que Bill Oakley juge inappropriée. Elle est diffusée en même temps que le Steve Harvey Show, le Jamie Foxx Show et Les Frères Wayans, des concurrents que Bill Oakley trouve « incompatibles ». Les critiques négatives et le 1,8 million de téléspectateurs d'audience moyenne, mènent rapidement à l'annulation de la série,. Bill Oakley conclut que lui et Josh Weinstein ont été « très naïfs » en ce qui concerne la production de cette série, et qu'elle « aurait été mieux sur une chaîne câblée, car le sujet traité n'était pas assez populaire »,. En 2002, l'ensemble des treize épisodes de la série sont diffusés sur Adult Swim, lui permettant, à ce moment-là, de rencontrer un succès mondial,,. Après de nombreuses négociations avec Bill Oakley et Josh Weinstein, la chaîne The WB sort finalement le DVD de la série en novembre 2005.
Entre 2001 et 2002, le duo de scénaristes tient le rôle de producteurs consultants sur la série Futurama. Pendant deux jours et demi par semaine, ils travaillent sur les gags et prêtent main-forte aux scénaristes. Les épisodes pour lesquels leur participation est la plus marquante sont Zoidberg à Hollywood et Tout se termine bien à Roswell de la troisième saison. En 2003, ils créent la série The Mullets pour la chaîne UPN. Josh Weinstein et Bill Oakley scénarisent et produisent plusieurs pilotes télévisuels. Ceux-ci comprennent la comédie dramatique 22 Birthdays pour CBS, la comédie Business Class pour NBC (sur deux vendeurs itinérants), la comédie absurde The Funkhousers pour ABC (sur une famille très soudée ; réalisée par Frank Oz) et la chronique The Ruling Class pour la Fox (sur les élèves d'une classe universitaire qui passent tout leur temps ensemble sans tenir compte de leurs différences sociales),,. Ils écrivent également le scénario de deux longs métrages : The Optimist pour New Line Cinema, dans lequel Seann William Scott est né sans le gène de la tristesse, et Ruprecht une comédie sur le père Noël pour Disney,.
En 2009, toujours en compagnie de Josh Weinstein, Bill Oakley tient le rôle de producteur délégué pour la série télévisée de la Fox Sit Down, Shut Up. Bill Oakley arrête de travailler sur cette série à la suite des différends entre l'équipe et Sony. En effet, Sony refuse d'octroyer aux membres de l'équipe de la série un contrat qui respecte l'ensemble des conditions établies par la Writers Guild of America. Malgré cela, Josh Weinstein continue de travailler pour la série. Ainsi, les deux projets suivants de Bill Oakley sont menés sans Josh Weinstein. À la fin de l'année 2009, NBC demande à Bill Oakley d'écrire un pilote pour une sitcom sur « le plus jeune juge d'un tribunal ». En 2010, il écrit l'épisode Autant en emporte le vent de The Cleveland Show. Entre autres projets, Bill Oakley crée une série en prise de vues réelle dans laquelle tous les personnages sont des robots et qui devait être produite par la même équipe que la série pour enfants Yo Gabba Gabba!.

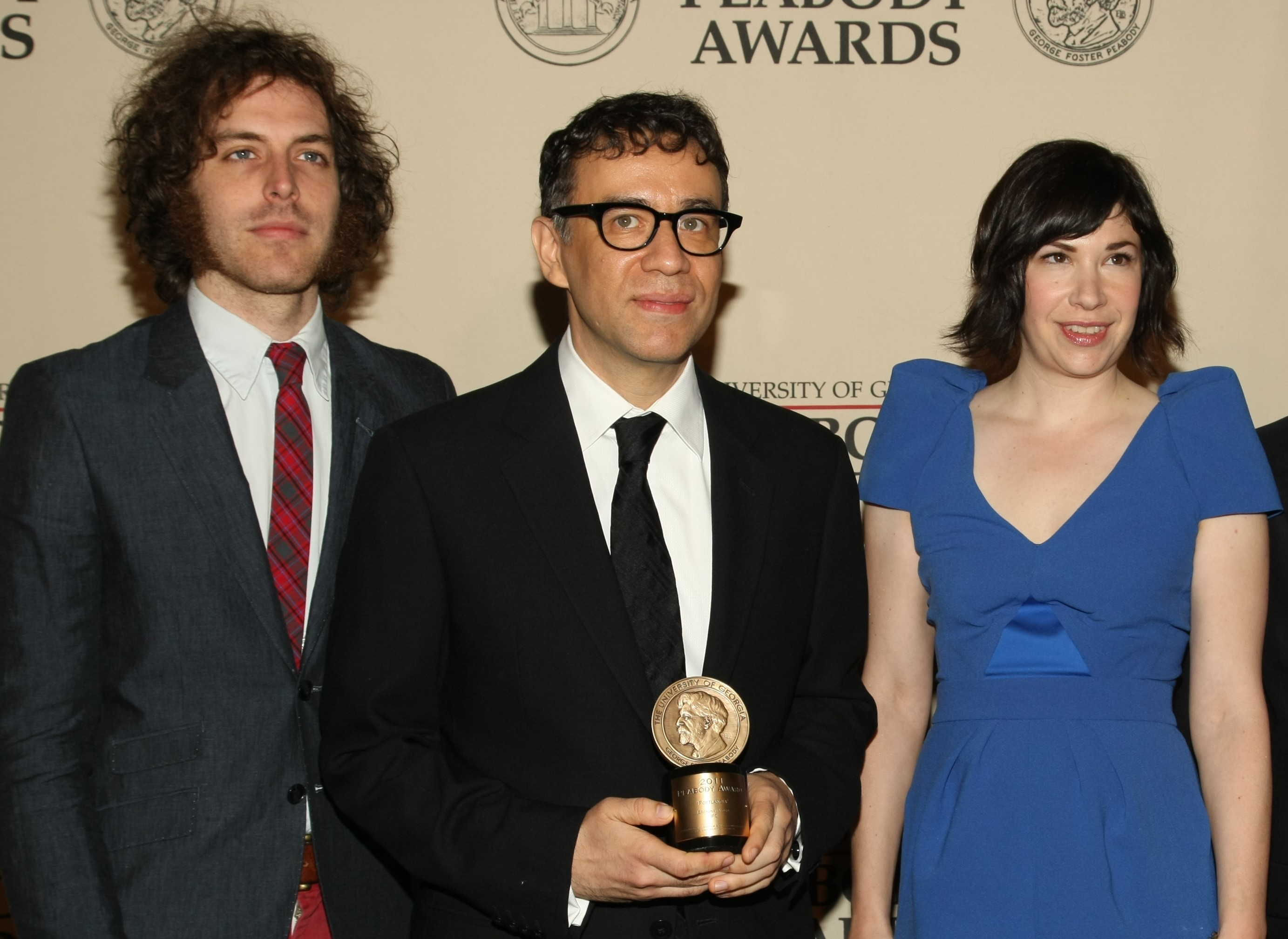
Jonathan Krisel, Fred Armisen et Carrie Brownstein avec lesquels Bill Oakley produit et écrit la troisième saison de Portlandia, pour laquelle ils remportent le Writers Guild of America Award du meilleur scénario pour un épisode comique.

En 2012, il commence à écrire des épisodes pour la deuxième saison de Portlandia. Lors de la troisième saison, il est promu producteur délégué, et écrit tous les épisodes de celle-ci en compagnie de Fred Armisen, Carrie Brownstein et Jonathan Krisel,. En 2013, il partage avec ses collègues scénaristes le Writers Guild of America Award du meilleur scénario pour un épisode comique,. À la fin de l'année 2013, Bill Oakley retrouve Josh Weinstein à l'écriture et à la production, pour la chaîne Bravo, de 22 Birthdays, le pilote qu'ils avaient originellement produit pour CBS mais qui n'avait mené à rien. En 2018, Bill Oakley retrouve Matt Groening pour produire les dix épisodes de la première saison d'une série pour Netflix, Désenchantée. Il scénarise également le dixième épisode : La Chute de Dreamland.

### Vie privée
Bill Oakley et sa femme Rachel J. Pulido ont ensemble deux filles : Mary et Bitsy, et un fils prénommé James,,. Ils vivent tous les cinq à Portland en Oregon.
Née le 26 janvier 1967 en Californie de parents d'origine mexicaine, Rachel Pulido est diplômée de l'université Harvard, où elle contribue au Harvard Lampoon. Elle écrit le scénario d'un épisode de Mission Hill et de deux épisodes des Simpson : L'Amour pédagogique et le segment sur l'homme-abeille de l'épisode 22 courts-métrages sur Springfield,,.

## Filmographie
Sauf mention contraire, les informations proviennent de l'IMDb.

### Scénariste

#### PourLes Simpson
| Année | Titre                                              | Titre original                                                              | Saison | Épisode | Réalisateur     |
| ----- | -------------------------------------------------- | --------------------------------------------------------------------------- | ------ | ------- | --------------- |
| 1992  | Marge a trouvé un boulot                           | Marge Gets a Job                                                            | 4      | 7       | Jeffrey Lynch   |
| 1993  | Marge à l'ombre                                    | Marge in Chains                                                             | 4      | 21      | Jim Reardon     |
| 1993  | Simpson Horror Show IV - Terreur à 5 pieds et demi | Treehouse of Horror IV - Terror at 5½ Feet                                  | 5      | 5       | David Silverman |
| 1993  | L'Enfer du jeu                                     | $prinfield (Or, How I Learned to Stop Worrying and Love Legalized Gambling) | 5      | 10      | Wes Archer      |
| 1994  | Lisa s'en va-t-en guerre                           | Lisa vs. Malibu Stacy                                                       | 5      | 14      | Jeffrey Lynch   |
| 1994  | Un ennemi très cher                                | Sweet Seymour Skinner's Baadasssss Song                                     | 5      | 19      | Bob Anderson    |
| 1994  | L'Amoureux de Grand-Mère                           | Lady Bouvier's Lover                                                        | 5      | 21      | Wes Archer      |
| 1994  | Le maire est amer                                  | Sideshow Bob Roberts                                                        | 6      | 5       | Mark Kirkland   |
| 1994  | La Potion magique                                  | Grampa vs. Sexual Inadequacy                                                | 6      | 10      | Wes Archer      |
| 1995  | Bart contre l'Australie                            | Bart vs. Australia                                                          | 6      | 16      | Wes Archer      |
| 1995  | Qui a tiré sur M. Burns ? (Partie 1)               | Who Shot Mr. Burns? (Part One)                                              | 6      | 25      | Jeffrey Lynch   |
| 1995  | Qui a tiré sur M. Burns ? (Partie 2)               | Who Shot Mr. Burns? (Part Two)                                              | 7      | 1       | Wes Archer      |
| 1996  | 22 courts-métrages sur Springfield                 | 22 Short Films About Springfield                                            | 7      | 21      | Jim Reardon     |

#### Autres
- 1991 : Sunday Best
- 1992 : Inside America's Totally Unsolved Lifestyles
- 1999-2002 : Mission Hill : 13 épisodes
- 2001 : Ruling Class
- 2002 : The Funkhousers
- 2003 : The Mullets : 11 épisodes
- 2005 : The New Partridge Family
- 2007 : Business Class
- 2010 : Regular Show : 3 épisodes
- 2010-2012 : The Cleveland Show : 3 épisodes
- 2012-2013 : Portlandia : 11 épisodes
- 2013 : 22 Birthdays
- 2014 : TripTank : 3 épisodes
- 2018-2019 : Désenchantée (Disenchantment) : 2 épisodes
- 2020-2022 : Close Enough : 8 épisodes

### Producteur
- 1993-1998 : Les Simpson : 120 épisodes
- 1999-2002 : Mission Hill : 5 épisodes
- 2001-2002 : Futurama : 22 épisodes
- 2002 : The Funkhousers
- 2003 : The Mullets : 11 épisodes
- 2005 : The New Partridge Family
- 2007 : Business Class
- 2012 : Portlandia : 10 épisodes
- 2013 : 22 Birthdays
- 2018-2019 : Désenchantée (Disenchantment) : 20 épisodes
- 2021-2022 : Chicago Party Aunt : 16 épisodes
- 2022 : Close Enough : 8 épisodes

### Acteur
- 1999-2002 : Mission Hill : George Bang (12 épisodes)
- 2014 : TripTank : Kenny et l'étudiant ringard (2 épisodes)